# Diossido di molibdeno
Il diossido di molibdeno è un composto chimico solido, violaceo con la formula chimica MoO2.